# Dorian Godon
Dorian Godon (ur. 25 maja 1996 w Vitry-sur-Seine) – francuski kolarz szosowy.

## Osiągnięcia
Opracowano na podstawie:

2016
- 2. miejsce w Coppa dei Laghi-Trofeo Almar

2017
- 2. miejsce w Ronde van Limburg

2018
- 1. miejsce w prologu Boucles de la Mayenne

2019
- 1. miejsce w klasyfikacji młodzieżowej Boucles de la Mayenne
  - 1. miejsce w prologu

2020
- 1. miejsce w Paryż-Camembert

2021
- 1. miejsce w Paryż-Camembert
- 1. miejsce na 2. etapie Tour du Limousin
- 1. miejsce w Tour du Doubs
- 3. miejsce w Classic Loire Atlantique

2022
- 2. miejsce w La Route Adélie de Vitré

2023
- 1. miejsce w Brabantse Pijl

## Rankingi
| Rok             | 2016 | 2017 | 2018 | 2019 | 2020 | 2021 | 2022 | 2023 | 2024 |
| --------------- | ---- | ---- | ---- | ---- | ---- | ---- | ---- | ---- | ---- |
| World Ranking   | 984. | 700. | 872. | 573. | 214. | 59.  | 299. | 168. | 141. |
| UCI Europe Tour | 656. | 424. | 525. | 432. | 178. | 50.  | 240. | -    | 114. |
|                 |      |      |      |      |      |      |      |      |      |
| Źródło: UCI     |      |      |      |      |      |      |      |      |      |